# 哥倫比亞喉盤魚
哥倫比亞喉盤魚（學名：Gobiesox juradoensis），為輻鰭魚綱喉盤魚目喉盤魚科的其中一種，分布於南美洲哥倫比亞太平洋沿岸的淡水流域，體長可達11.5公分，屬底棲性魚類，生活習性不明。